# روان‌ترکیب‌گری
روان‌ترکیب‌گری رویکردی به روان‌شناسی است که مرزهای این حوزه را با تشخیص محوری عمیق‌تر از هویت که شالوده پنداشتن خود است، گسترش می‌دهد. این رویکرد هر فرد را از نظر هدف در زندگی منحصربه‌فرد می‌داند و برای کاوش ظرفیت‌های انسان ارزش قائل می‌شود. روان‌ترکیب‌گری رشد معنوی را با شفای روان‌شناختی با شامل کردن سفر زندگی یک فرد یا مسیر منحصربه‌فرد او به‌سوی خودسازی ترکیب می‌کند.